# Harpactes wardi
Harpactes wardi е вид птица от семейство Трогонови (Trogonidae). Видът е почти застрашен от изчезване.

## Разпространение
Видът е разпространен в Бутан, Виетнам, Индия, Китай и Мианмар.